# Claude d'Urfé
Pour les autres membres de la famille, voir Famille d'Urfé.
Claude d'Urfé, né le 24 février 1501 à La Bâtie (Saint-Étienne-le-Molard, Loire) et mort en 1558 à Compiègne (Oise), est un officier et un diplomate français des règnes de François Ier et d'Henri II.
Élevé à la Cour de France dans l'entourage du futur François Ier, il devient progressivement un homme de confiance du pouvoir royal, qui lui confie des missions d'importance à partir des années 1530. Il assure tour à tour la poursuite de la transition administrative et judiciaire dans le Forez en tant que bailli dès 1535 à la suite du rattachement du comté au domaine royal, puis devient un agent de la politique étrangère française en Italie en qualité d'ambassadeur entre 1546 et 1551. Claude d'Urfé assiste notamment aux premières sessions du Concile de Trente et joue un rôle diplomatique déterminant lors du conclave de 1549 faisant suite à la mort du pape Paul III.
Ses qualités au service du prince sont récompensées par sa décoration en tant chevalier de l'Ordre de Saint-Michel (1549) et par sa nomination en tant que gouverneur du Dauphin (le futur François II) et des Enfants de France (les futurs Charles IX, Henri III, François d'Alençon et Marguerite de Valois) jusqu'à sa mort en 1558.
Il est considéré comme l'un des grands artisans de la Renaissance en Forez par le réaménagement à l'italienne de son château de la Bâtie dans les années 1540-1550. Ce château, agrémenté de jardins, est une référence de l'histoire de l'art pour la période de la Renaissance notamment grâce à la présence d'un nymphée.
Il est le grand-père d'Honoré d'Urfé, auteur du célèbre roman L'Astrée.

## Carrière

### Jeunesse
Fils de Pierre II d'Urfé et d'Antoinette de Beauvau, il naît probablement à la Bâtie le 24 février 1501. Son père occupant la prestigieuse fonction de Grand écuyer de France depuis le règne de Charles VIII, l'obligeant à être dans la proximité du roi, Claude est peut-être né dans l'une des résidences royales du Val de Loire.
Orphelin très tôt (son père meurt en 1508), il est élevé à la cour de Louis XII sous la supervision de sa mère qui l'attache probablement au service du futur François Ier en qualité de page : ordinairement, les jeunes nobles issues de prestigieux lignages étaient attachés au corps des pages, où ils faisaient l'apprentissage des règles de la cour et leur éducation militaire. Ils peuvent par la suite devenir écuyers, ce qui est le cas pour Claude d'Urfé dès 1522. Il devient manifestement à cette période un intime de François Ier, mais aussi de l'un de ses principaux favoris, Anne de Montmorency.
À l'avènement de François Ier en 1515, il est encore très jeune : il participe probablement aux dernières campagnes des guerres d'Italie (1521-1525) jusqu'à la captivité du roi à la suite de la bataille de Pavie. Le Livre d'Heures à l'usage de Rome (1549) de Claude d'Urfé, conservé aujourd'hui à la Huntington Library aux États-Unis, contient une mention de la captivité de François Ier et du sac de Rome.

### Représentant de l'autorité royale en Forez
Après avoir été au service de Charles III de Bourbon dans les années 1520 en tant que capitaine-châtelain des châtellenies de Bussy et de Souternon, il est nommé bailli du Forez le 12 novembre 1535 par lettres de provisions en lieu et place de Gabriel de Lévis-Couzan récemment décédé. Comme son prédécesseur, il est chargé d'assurer l'administration et l'application de la justice royale dans le bailliage de Forez, le comté de Forez ayant été incorporé définitivement au domaine royal en 1531 à la suite de la mort de la mère du roi, Louise de Savoie.
Le 25 avril 1536, en qualité de bailli du Forez, Claude d'Urfé assure l'accueil de François Ier lors de l'entrée royale de Montbrison relatée par le chanoine de La Mure. Le roi et la famille royale séjournèrent 16 jours en Forez d'après La Mure, principalement dans le quartier canonial près de la collégiale Notre-Dame-d'Espérance. Le catalogue des actes de François Ier indique cependant que le roi a séjourné dans le Forez jusqu'au 19 mai 1536, notamment à Pommiers et à Saint-Rambert, puis quitte le comté définitivement pour atteindre Lyon le 23 mai.
De sa première ambassade italienne à partir de 1546 jusqu'à sa mort, Claude d'Urfé n'exerce pas de manière effective ses fonctions de bailli : le chapeautage de la justice royale est assuré par son lieutenant général au bailliage, Jean Papon, juge royal de Montbrison. Les documents officiels émanant du bailliage restent cependant toujours sous son égide, où il est mentionné avec l'ensemble de ses titres et de ses fonctions.

### Le service du prince en Italie et à la Cour de France

#### Les missions diplomatiques en Italie

##### Ambassade au concile de Trente (1546-1548)
En 1546, il bénéficie de la confiance du roi pour composer la délégation d'ambassadeurs français auprès du concile de Trente, accompagné de Jacques de Ligneris et de Pierre Danès,. Il est chargé d'assister aux premières sessions du concile et de veiller au maintien des droits du roi de France sur l'Église de France, régis par le concordat de Bologne. Malgré le décès de François Ier et le déplacement du concile à Bologne en 1547, Claude d'Urfé est reconduit dans ses fonctions par Henri II. Le 12 août 1547, le roi réaffirme fermement dans ses instructions à son ambassadeur les revendications gallicanes.

##### Ambassade près le Saint-Siège (1548-1551)
À la suite des errements du concile lié aux interférences politiques de l'empereur Charles Quint, Claude d'Urfé est transféré à Rome en qualité d'ambassadeur permanent auprès du pape Paul III en novembre 1548. L'ambassade romaine de d'Urfé est une illustration de la formalisation de la fonction d'ambassadeur au sens de l'État moderne, ainsi que des résistances qu'elles suscitent auprès d'autres agents diplomatiques. Au milieu du XVIe siècle, les ambassadeurs ne possèdent pas de monopole en matière de prérogatives diplomatiques, à l'image de d'Urfé, obligé notamment de composer avec la prééminence de cardinaux français ou alliés comme Jean du Bellay et Ippolito d'Este.
Sa mission principale est claire : consolider les relations avec le Saint-Siège et rallier le pape contre les manœuvres de l'empereur Charles Quint. L'importance de sa correspondance avec Henri II témoigne de l'intensité de ses activités en faveur des intérêts du royaume de France, a fortiori après la mort de Paul III en novembre 1549.
L'issue du conclave de 1549 est défavorable au roi de France : Giovan Maria' de Ciocchi del Monte, ancien légat pontifical à Trente et allié de Charles Quint, devient pape sous le nom de Jules III. La diplomatie française se fracture : les relations entre Henri II et Jules III se dégradent fortement, la rivalité entre Anne de Montmorency et les Guise s'exacerbe, tandis qu'un conflit ouvert se déclare entre d'Urfé et Ippolito d'Este à propos des prérogatives en matière de représentation diplomatique.
Malgré la disgrâce de d'Este, Claude d'Urfé est rappelé d'Italie en février 1551 puis remplacé par le maréchal de Thermes,.

##### Retour en France (1551-1558)
Relevé de ses services diplomatiques à Rome, il effectue son retour à la Cour en tant que gouverneur du Dauphin et des Enfants de France, ce qui constitue une consécration ou du moins un aboutissement de sa carrière. Il a été nommé de façon à épauler Françoise d'Humières, veuve du précédent gouverneur Jean II d'Humières. Françoise d'Humières est confortée dans la direction générale de la Maison des Enfants de France, tandis que d'Urfé assure la surintendance et veille en particulier aux besoins du futur François II. Il est en lien permanent avec Henri II et Catherine de Médicis afin de les informer de l'état de santé des enfants royaux, ainsi qu'avec Diane de Poitiers, chargée de l'application des directives du couple royal. Il semble dès lors résider principalement aux châteaux d'Amboise et de Saint-Germain-en-Laye, résidences royales privilégiées de la Maison des Enfants de France. Cette prestigieuse fonction l'éloigne à nouveau du Forez, ne lui autorisant que de courts séjours afin de superviser le déroulement du chantier de la Bâtie toujours en cours.
Claude d'Urfé est alors au sommet de sa carrière, cumulant les titres prestigieux de la Maison du Roi, vivant dans l'entourage et l'intimité de la famille royale. Il devient un précieux conseiller du roi  et fréquente les principales personnalités politiques de son temps, dont le duc Anne de Montmorency, connétable de France, qui sera le parrain d'un de son petit-fils Anne d'Urfé. En 1553, c'est donc naturellement qu'il siège au conseil de régence de la reine Catherine de Médicis, lors du départ en guerre d'Henri II.
Il meurt en 1558, un an avant Henri II, alors qu'il était en passe d'être nommé maréchal de France. Il fut inhumé à Bonlieu, nécropole des d'Urfé à Sainte-Agathe-La Bouteresse.

### Un mécène et un lettré de la Renaissance

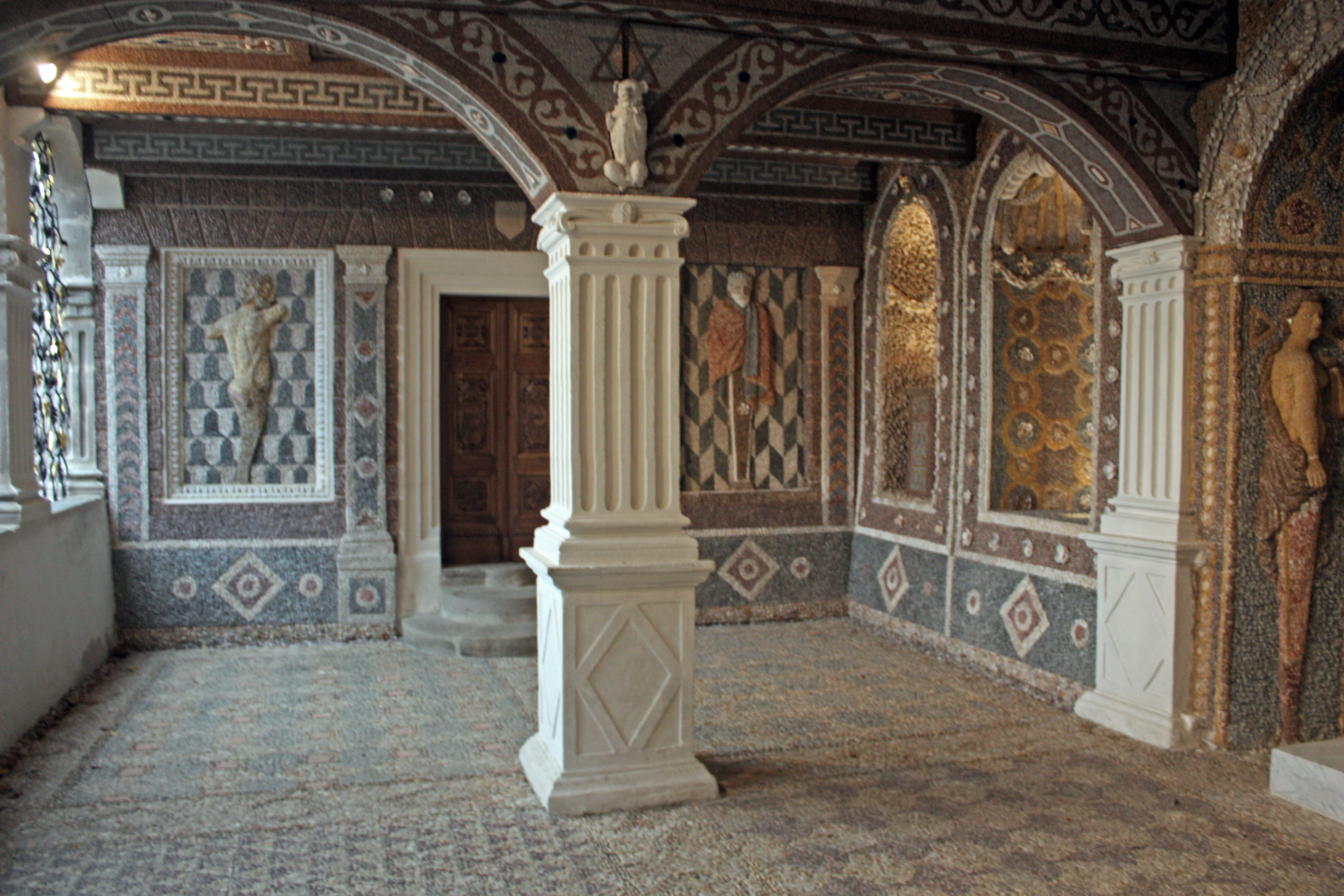
La grotte du château de la Bâtie d'Urfé.

Claude d'Urfé est célèbre pour avoir été l'un des grands artisans de la Renaissance en Forez et s'est distingué par son mécénat dans le cadre de la transformation du château de la Bâtie en demeure d'apparat dans les années 1540-1550.
Manifestement sensible aux œuvres artistiques et architecturales de son temps, il mûrit parallèlement à ses fonctions officielles un projet architectural ambitieux pour son château forézien et passe commande à des artistes français et italiens, notamment pour sa chapelle. Sa présence à Bologne et ses environs en marge du concile de Trente lui ont permis de passer commande à un marqueteur dominicain réputé, Fra Damiano da Bergamo, auteur du tableau d'autel et des panneaux sculptés et marquetés (aujourd'hui conservés au Metropolitan Museum of Art). Tandis que sa présence dans la Ville Éternelle dès 1548 lui a permis de commander un cycle autour de scènes de l'Ancien Testament à un jeune élève du peintre maniériste Perino del Vaga, Girolamo Siciolante da Sermoneta, qui s'était distingué par son travail dans l'église Saint-Louis-des-Français. Son rôle de gouverneur du Dauphin et sa proximité avec Anne de Montmorency le mit probablement en relation avec l'atelier du faïencier rouennais Masséot Abaquesne, auquel il passa commande pour le carrelage de faïence aujourd'hui dispersé dans les collections du Louvre et de plusieurs musées français, dont le Musée National de la Renaissance à Écouen.
Ayant été élevé à la Cour de France et ayant participé aux campagnes d'Italie, il est un amoureux des Arts et Belles-Lettres. Intime de Comme d'autres humanistes de son temps, il s'intéresse beaucoup aux Lettres. Sa belle-mère est une poétesse érudite, amie et confidente de Marguerite de Navarre (1492-1549), la sœur de François Ier, elle-même écrivaine, poétesse et protectrice des humanistes français. À la Cour de France, il côtoie aussi les poètes de la Pléiade, dont Joachim du Bellay, qui participent aussi à l'éducation des enfants de la famille royale dont Claude d'Urfé a la charge. Cet entourage explique l'engouement de Claude pour la Littérature. Il constitue ainsi dans son château une riche bibliothèque parmi les plus importantes de son temps, qui comptait à sa mort plus de 4600 volumes dont 200 manuscrits.
Ce n'est donc pas sans antécédents favorables qu'un de ses petits-fils, Honoré d'Urfé, s'illustra au XVIIe siècle comme l'un des grands écrivains français avec son roman, L'Astrée, le premier roman-fleuve de la littérature française.

## Titres
- Chevalier
- Écuyer ordinaire du Roi
- Seigneur d'Urfé, La Bastie, Miribel, Saint-Just, Souternon, Nervieu et Sugny (à Nervieux), Rochefort (le mandement de Rochefort est au NO de Boën : cf. L'Hôpital, St-Laurent, St-Didier) ; d'Entraigues[20] et Menetou-Salon par sa femme Jeanne de Balsac ; et de Beauvoir-sur-Arnon et Châteauneuf-sur-Cher par acquisition.
- Lieutenant de 100 gentilshommes de la Maison du Roi
- Gentilhomme de la Chambre du Roi
- Chambellan
- Conseiller du Roi en ses Conseils privé et public
- Ambassadeur royal dans le Saint-Empire romain germanique
- Ambassadeur auprès du Concile de Trente (1546-48) et du Saint-Siège (1548-49)
- Chevalier de l'Ordre de Saint-Michel (1549)
- Gouverneur du Dauphin et des Enfants de France (1550-58)

## Famille

### Parents
- Père : Pierre II d'Urfé
- Mère : Antoinette de Beauvau (fille de Pierre II de Beauvau-Craon de Manonville)

La descendance et l'ascendance de Claude d'Urfé sont données par les sources indexées plus bas (dont) et dans l'article Famille d'Urfé. Des ouvrages anciens sont entachés d'un certain nombre d'erreurs pour les générations courant jusqu'au XVe siècle, qui restent mal connues ; La Mure, repris et continué par Anne d’Urfé lui-même, Moréri, le Père Anselme — moins par Augustin Bernard — ont colporté des légendes tragiques ou flatteuses, et même inventé de toutes pièces certains personnages de la généalogie des Raybe d'Urfé. Le grand historien du Forez Edouard Perroy (1901-1974), médiéviste de renom, a profondément revisité les généalogies foréziennes médiévales, notamment celle des Raybe d'Urfé, au plus proche des archives.

### Épouse
Il épouse Jeanne de Balzac d'Entraigues, le 29 août 1532, à Nantes. Elle est la fille de Pierre de Balzac et d'Anne Malet de Graville, femme de lettres de l'entourage de la reine Claude de France et de Marguerite d'Angoulême. Jeanne apporte à Claude d'Urfé des terres (notamment Entraigues (Égliseneuve-d'Entraigues), Paulhac et Menetou-Salon), mais aussi la collection de livres de ses parents. Celle-ci est en partie à l'origine de la constitution de la librairie de Claude d'Urfé, réputée pour sa richesse et sa qualité. Dispersés au XVIIIe siècle, certains des ouvrages de cette collection ont été conservés et certains d'entre eux portent encore les armes ou les ex libris des familles de Balzac et de Graville.
Jeanne d'Urfé décède de manière prématurée en 1542, les causes exactes de sa mort ne sont pas connues. Claude d'Urfé la fit inhumer dans l'abbaye de Bonlieu (Sainte-Agathe-la-Bouteresse), lieu de sépulture privilégié de la famille d'Urfé depuis le Moyen-Âge. En 1543, il fit élever un somptueux mausolée de style Renaissance garni d'arcades et de son chiffre, sur lequel se trouvait probablement le gisant de Jeanne. Le monument funéraire a été détruit pendant les Guerres de religion dans les années 1570. Ne subsistent aujourd'hui que des fragments dont deux arcades,et les plaques portant son épitaphe. Claude d'Urfé a également probablement été inhumé à Bonlieu auprès de son épouse.
Il semble ne pas s'être remarié après 1542 : certains auteurs ont émis l'hypothèse d'un amour sincère de Claude d'Urfé pour son épouse. De manière plus certaine, il a en revanche fait le choix de la célébrer par la création d'un monogramme composé des initiales de son prénom et de celui de son épouse (deux C entrelacés d'un I équivalent du J en latin), présent à de nombreuses reprises dans la chapelle de la Bâtie d'Urfé.

### Enfants et Postérité
La postérité de Claude d'Urfé et Jeanne de Balsac est assurée par trois de leurs enfants : Jacques Ier d'Urfé (1534-1574) ; Claude, baron d'Entra(i)gues (1536-1589) ; Louise d'Urfé, dame de Paulhac et de Balzac (née en 1537).